# 石松類
石松类是一类維管植物，在取广泛定义时包括了起源时间最早的现存維管植物、其已滅絕的近緣類群以及工蕨類，出現於約四億一千萬年前，而狭义的石松类不包含工蕨类。此類植物藉由散佈孢子繁殖，並有著孢子体较配子体更为发达的世代交替（即单倍体和二倍体世代均为多细胞）。部份类群孢子同型，一部份則是孢子異型。石松类和其他維管植物不同的地方在於其小型葉，與真蕨類和種子植物中葉脈較複雜的大型葉不同，只有單一個維管葉脈。
所有现存的石松类可归为石松綱，该类群于2016年由广义蕨类系统发育工作组发表的第一版分类系统（簡稱PPG I）定义、发布。

## 分類
石松类約有1200個現存物種，並通常分成三個類群（石松綱、卷柏綱及水韭綱）；另外還有些已滅絕的類群。現存的類群有幾種分法：全歸於單一綱中；或分成二個綱，卷柏綱及水韭綱合併為一綱或三個類群分別為一綱。

## 演化
石松类有很長久的演化史，且其化石遍佈全球，尤其是在炭礦中。實際上，大多數已知屬都已滅絕。志留紀的物種「刺石松」是現知最早的石松類植物，而似乎和某些「庫克遜蕨」有關連。
石松类的化石和其他大量的維管植物一起出現於志留紀時。親緣關係學的分析將其放在維管植物的基部；它們以其小型葉和孢子體的橫向裂開和其他維管植物相區分（其他維管植物是縱向裂開）。現存物種的孢子體長在小型葉（稱之為孢子葉）的上端。在一些類群中，孢子葉會群聚成葉球。
在石炭紀時，樹形的石松类（如「鱗木」）形成了廣大的森林，並主宰整片大陸。此一熱帶雨林的複雜生態於賓夕法尼亞紀中期因氣候變異而崩毀。
和現在的樹木不同，其葉子會長在整個樹幹和支條上頭，但會在成長中掉落，最後只留下頂端的一小叢葉子。這些植物形成了許多的化石炭層；在蘇格蘭格拉斯哥的化石公園裡，石松類的樹化石亦可在砂岩中找到。這些樹木會在它們曾經有葉子的部位留下菱形的痕跡。

## 特徵
石松類多以單性孢子繁殖，但卷柏和水韭則是以雙性孢子繁殖，其中雌性孢子會大於雄性孢子，且配子體完全在孢子壁中形成。

## 应用
石松類的孢子（商品名常为石松孢子粉或孢子粉）因颗粒极细小，表面积较大，易引起小范围的粉尘燃烧，但又比一般的火药可控，因此可用于在戏剧或魔术表演中制造火焰爆炸特效。
石杉属植物中可以提取出一种名为石杉鹼甲的化學物質，其制剂可作为非处方保健品，被宣传为具有强化专注力和记忆力的作用，且可能具有對阿茲海默症及失智症有療效，但各方研究结论不一。

## 外部連結
- Introduction to the Lycophyta （页面存档备份，存于） from the University of California Museum of Paleontology
- Lycophytes （页面存档备份，存于）